# Spiel am Abgrund
Spiel am Abgrund ist ein US-amerikanisches Filmdrama aus dem Jahr 1932 von Norman Z. McLeod nach dem Roman The Miracle Man von Frank L. Packard und Robert H. Davis und dem gleichnamigen Bühnenstück von George M. Cohan.

## Handlung
Der Gauner Doc muss aus Chinatown fliehen, nachdem er einen erfolglosen Mordanschlag auf den Ladenbesitzer Nikko verübt hat, der mit Docs Freundin Helen anbandeln will. Doc nimmt den Namen John Madison an und kommt im kalifornischen Meadville an. Dort trifft er auf den Patriarchen, einen Geistheiler. Er versucht, bei dem Mann an Ansehen zu gewinnen, indem er seine Freundin Helen kommen lässt, die sich als dessen Nichte Helen Vail ausgeben soll.
Helen wird von dem Schlangenmenschen Frog und dem Taschendieb Harry Evans begleitet. Doc inszeniert die Heilung von Frogs angeblicher Behinderung. Zur gleichen Zeit heilt der Patriarch die realen Behinderungen von Margaret Thornton und Bobbie Holmes. Margaret ist in Begleitung ihres millionenschweren Bruders Robert nach Meadville gekommen, um ihr Leiden loszuwerden.
Die Heilung von Frog ist bekannt geworden, Doc nimmt in Helens Namen Geld von den Gläubigen und Anhängern des Patriarchen ein, um angeblich eine Kapelle zu errichten. Zur gleichen Zeit verliebt sich Robert in Helen. Beide verbringen einen Abend an Bord von Roberts Yacht, was Doc in rasende Eifersucht stürzt. Er plant, seinen Rivalen zu töten.
Als der Patriarch erkrankt und dem Tode nahe ist, weigern sich Helen, Frog und Harry, Doc bei seinen Gaunereien weiterhin zu unterstützen. Doc will gerade mit dem Geld für den Kapellenbau fliehen, als Robert ihm mitteilt, dass er Helen einen Heiratsantrag gemacht habe. Der Antrag sei aber von ihr zurückgewiesen worden, weil sie Doc liebe. Doc kehrt reuevoll mit dem gestohlenen Geld zurück. Als der Patriarch stirbt, schwört er seiner Freundin seine Liebe.

## Kritiken
„Es ist eine gute Produktion, aber eine, in der die Vertrautheit mit dem Plot das generelle Interesse entzieht.“

## Hintergrund
Der Film wurde am 1. April 1932 uraufgeführt. In Österreich kam er im Jahr 1934 unter dem Titel Spiel am Abgrund in den Verleih.
Die Produktion der Paramount Pictures war eine von über 700 Produktionen, die zwischen 1929 und 1949 gedreht wurden und deren Fernsehrechte 1958 an Universal Pictures verkauft wurden.
Der Roman, auf dessen Grundlage das Drehbuch basiert, wurde 1914 veröffentlicht. Das nach dem Roman entstandene Bühnenstück wurde am 21. September 1914 im Astor Theater in New York uraufgeführt. Es folgten 97 Vorstellungen.
Der Film ist ein Remake des 1919 gedrehten gleichnamigen Stummfilms von George Loane Tucker mit Betty Compton, Thomas Meighan und Lon Chaney sr. in den Hauptrollen.